# Persoonia pinifolia
Persoonia pinifolia o geebung hojas de pino, es un arbusto grande nativo del área de Sídney en el estado de Nueva Gales del Sur, Australia. 

## Descripción
Puede alcanzar 3 metros de altura y anchura. Tiene hojas estrechas y largas de hasta 70 cm de longitud y pequeñas flores amarillas en verano que aparecen al final de las ramas en las axilas de las hojas. Después de éstas aparecen frutos carnosos verdes.
Es una de las especies más cultivadas de Geebungs (Persoonia) en el este de Australia y es una planta muy estética de jardín. La principal razón por la cual no está más ampliamente disponible es por las dificultades encontradas en la propagación por semilla o estaca.